# لايرد (ساسكاتشوان)
لايرد (بالإنجليزية: Laird, Saskatchewan)‏ هي قرية تقع في كندا في ساسكاتشوان. يقدر عدد سكانها بـ 236 نسمة ومساحتها 1.29 كم2 .